# Oleg Jewgenjewitsch Grigorjew
Oleg Jewgenjewitsch Grigorjew (* 6. Dezember 1943 in Wologda; † 30. April 1992 in Sankt Petersburg) war ein russischer Schriftsteller und Maler.

## Leben
Oleg Grigorjews Eltern waren nach dem deutschen Angriff auf die Sowjetunion aus Leningrad evakuiert worden. Er wuchs in Leningrad auf und begann schon als Schüler zu schreiben. Er besuchte eine Dependance der Leningrader Kunstschule, hatte aber wegen persönlicher und politischer Unbotmäßigkeit Schulschwierigkeiten. Er arbeitete danach als ungelernter Arbeiter in verschiedenen Beschäftigungsverhältnissen. Seine erste Veröffentlichung eines Bandes mit Kindergedichten hatte er 1971. Wegen Trunkenheit wurde er zu zwei Jahren industrieller Zwangsarbeit verurteilt, wurde vorzeitig entlassen, nahm aber seinen unsteten Lebenswandel wieder auf. Ein zweiter Band Kindergedichte Das Wachstumsvitamin wurde zwar 1981 gedruckt, wurde aber ebenfalls staatlicherseits kritisiert. Eine Aufnahme in den Schriftstellerverband, was eine finanzielle und soziale Absicherung gewährleistet hätte, wurde ihm von den Apparatschiks des Verbandes, darunter Sergei Wladimirowitsch Michalkow, verweigert. 1986 wurde eine Kinderoper nach seinen Stoffen komponiert. 1989 geriet er wieder in Untersuchungshaft. In den Schriftstellerverband wurde er erst im Jahr 1991 aufgenommen. Grigorjews drittes Kinderbuch Der sprechende Rabe erschien 1989 während der Perestroika und wurde vielzitiert. Ein weiterer Band mit Gedichten erschien postum 1994.

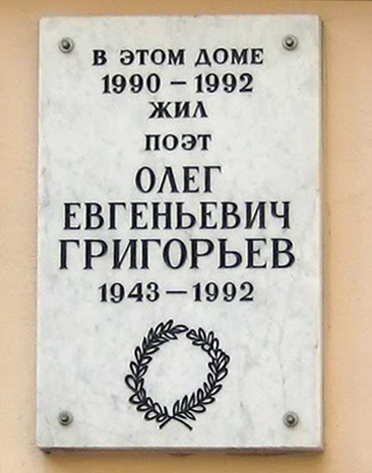
Gedenktafel Oleg Jewgenjewitsch Grigorjew in Sankt Petersburg

Grigorjew starb 1992 an einem Magengeschwür, das er sich möglicherweise durch Alkoholmissbrauch zugezogen hatte.

## Werke (Auswahl)
- Ich hatte viele Bonbons mit : artige und andersartige Gedichte. Aus dem Russ. von Alexander Nitzberg. Mit Nachw. von Gudrun Lehmann und Alexander Nitzberg. Mit Zeichn. von Anke Kirsch. Düsseldorf : Grupello 1997
- Zwei Abflussröhren. In: Geschichtenkoffer für Glückskinder. Köln: Boje, 2007, S. 20–21.
- Sommertag – ein Bürschchen erzählt (Auszug). Aus dem Russ. von Thomas Weiler. In: Ostragehege ; 55, 2014, S. 53–57.
- Et alors? 12 petits contes. Ausgewählt und illustriert von Vitali Konstantinov. Übersetzung ins Französische Marion Graf. Genf: Editions La Joie de lire, 2010
- Ein Sommertag. Erzählt von einem Knirps. Übersetzung Peter Urban, in: Schreibheft, 83, 2014.